# Prilesje (Vrbovec)
 Prilesje  falu Horvátországban Zágráb megyében. Közigazgatásilag Vrbovechez tartozik.

## Fekvése
Zágrábtól 35 km-re keletre, községközpontjától 3 km-re délre, a Vrbovecet elkerülő  A12-es autópálya közelében fekszik. 

## Története
1512-ben kis nemesi birtok volt itt, melynek egy porta adózott. 1541-ben a rakolnok-verebóci uradalomhoz számított. 1708-ban lakói kiváltságokat kaptak, melyek fejében katonai szolgálattal tartoztak az uradalmi bandériumnak. Ez a kötelezettség 1848-ig tartott.
A falunak 1857-ben 256, 1910-ben 268 lakosa volt. Trianonig Belovár-Kőrös vármegye Kőrösi járásához tartozott. 2001-ben 160 lakosa volt. 

## Lakosság
| Lakosság változása | Lakosság változása | Lakosság változása | Lakosság változása | Lakosság változása | Lakosság változása | Lakosság változása | Lakosság változása | Lakosság változása | Lakosság változása | Lakosság változása | Lakosság változása | Lakosság változása | Lakosság változása | Lakosság változása |
| ------------------ | ------------------ | ------------------ | ------------------ | ------------------ | ------------------ | ------------------ | ------------------ | ------------------ | ------------------ | ------------------ | ------------------ | ------------------ | ------------------ | ------------------ |
| 1857               | 1869               | 1880               | 1890               | 1900               | 1910               | 1921               | 1931               | 1948               | 1953               | 1961               | 1971               | 1981               | 1991               | 2001               |
| 256                | 148                | 159                | 211                | 237                | 268                | 282                | 349                | 608                | 266                | 239                | 221                | 223                | 190                | 160                |

## Nevezetességei
- A  Gyermek Jézusról nevezett (Lisieux-i) Szent Teréz tiszteletére szentelt kápolnája.
- Régészeti lelőhely – Vrbiki I.

## Külső hivatkozások
Vrbovec város hivatalos oldala